# Venakärret
Venakärret är ett naturreservat i Nora kommun i Örebro län.
Området är naturskyddat sedan 2016 och är 67 hektar stort. Reservatet består av rikkärr omkring Venaån. 